# .no
.no – domena internetowa przypisana do Norwegii, wprowadzona w 1983 roku. Osoby zamieszkałe w Norwegii mogą zarejestrować się w domenie drugiego poziomu priv.no i od 17 czerwca 2014 r. bezpośrednio pod .no.
Nazwy domen muszą składać się z 2 do 63 znaków. Dozwolone znaki to podstawowy alfabet łaciński ISO (od a do z), cyfry (od 0 do 9), łącznik (-), trzy litery języka norweskiego æ, ø i å oraz dwadzieścia specjalnych liter języka lapońskiego (á · à · ä · Č · ç · đ · é · è · ê · ŋ · ń · ñ · ó · ò · ô· Ö · š · ŧ · ü · ž). Nazwa domeny musi zaczynać się i kończyć cyfrą lub literą.